# Cieśnina Dziewicza
Cieśnina Dziewicza (ang. Virgin Passage, hiszp. Pasaje de la Virgen) – cieśnina oddzielająca wyspy Culebra i Vieques w Portoryko od wyspy Saint Thomas na terytorium Wysp Dziewiczych Stanów Zjednoczonych. Łączy Morze Karaibskie z Oceanem Atlantyckim. 